# نیکی ادلر
نیکی ادلر (انگلیسی: Nicky Adler؛ زادهٔ ۲۳ مهٔ ۱۹۸۵) بازیکن فوتبال اهل آلمان است.
از باشگاه‌هایی که در آن بازی کرده‌است می‌توان به باشگاه فوتبال ارتسگبیرگ آئو، باشگاه فوتبال لوکوموتیو لایپزیگ، باشگاه فوتبال مونیخ ۱۸۶۰، باشگاه فوتبال دویسبورگ، باشگاه فوتبال نورنبرگ، باشگاه فوتبال اس‌وی زاندهاوزن، و باشگاه فوتبال اسنابروک اشاره کرد.
وی همچنین در تیم‌های ملی فوتبال جوانان آلمان و زیر ۲۰ سال آلمان بازی کرده‌است.